# 封軌
封 軌（ほう き、生没年不詳）は、北魏の儒学者・官僚。字は広度。本貫は渤海郡蓨県。

## 経歴
学問を好み、五経や春秋三伝に広く通じた。太和年間、著作佐郎に任じられ、尚書儀曹郎中に転じた。
宣武帝のとき、員外散騎常侍を兼ね、高句麗に対する使者に立った。高句麗王の文咨明王は病と称して、宣武帝の詔を自ら受け取ろうとしなかった。封軌はこれを難詰して、文咨明王に北面して詔を受け取らせた。また先だって契丹に連行された辺境民60人あまりが高句麗にあったが、封軌はその身柄の返還を要求した。帰国すると考功郎中となり、本郡中正に任じられた。
後に国子博士に転じ、揚武将軍の号を加えられた。仮の通直散騎常侍となり、汾州の山胡を慰労した。清河王元懌が明堂・辟雍の修築について上表すると、封軌は有職故実を引いて具体的な提案をおこなった。まもなく本官のまま東郡太守を代行した。前軍将軍・行夏州事をつとめ、礼教にもとづいた統治をおこなった。洛陽に召還されて太子僕となり、廷尉少卿に転じ、征虜将軍の号を加えられた。死去すると、右将軍・済州刺史の位を追贈された。

## 子女
- 封偉伯（字は君良、父同様に博学で、『明堂図説』6巻を作った。蕭宝寅の乱を討つ起兵を準備して情報が漏れ、殺害された）
- 封業（字は君脩、奉朝請・殿中侍御史、早逝した）
- 封翼（字は君賛、給事中、揚烈将軍、武定初年に死去）
- 封述（字は君義、武定末年に廷尉少卿）
- 封詢（字は景文、尚書起部郎）

## 伝記資料
- 『魏書』巻32 列伝第20
- 『北史』巻24 列伝第12